# Engin Baytar
Engin Baytar (Colonia, 11 luglio 1983) è un ex calciatore turco, di ruolo centrocampista.

## Palmarès
- Coppa di Turchia: 1

Trabzonspor: 2009-2010
- Supercoppa di Turchia: 2

Trabzonspor: 2010
Galatasaray: 2012
- Campionato turco: 1

Galatasaray: 2011-2012